# Matthias Johannes Versteegh
Matthias Johannes Versteegh (Avezaath, 19 juli 1791 - aldaar, 11 januari 1859) was een Nederlands lokaal bestuurder.

## Biografie
Versteegh was landbouwer op Huize Teisterbant te Kerk-Avezaath. Hij was van 1823 tot 1850 namens Tiel/Elst lid van de Provinciale Staten van Gelderland, vervolgens tot 1853 namens Zaltbommel en ten slotte tot 1859 namens Tiel. In 1828 werd hij burgemeester van Zoelen als opvolger van Johan Adriaan Heuff, wiens zoon Antonie Heuff J. Az. was getrouwd met Versteeghs dochter Dirkje Maria Anna Versteegh. Voorts was hij poldermeester van de polder Avezaath, heemraad en later dijkgraaf van het polderdistrict Neder-Betuwe, ouderling te Kerk-Avezaath en schatter van de gemeente Zoelen.
Versteegh was via zijn dochter Dirkje Maria Anna de grootvader van de auteur Johan Adriaan Heuff Az.